# 斯坦利 (路易斯安那州)
斯坦利（英語：Stanley），是美国路易斯安那州下属的一座村镇。根据2010年美国人口普查，该市有人口107人。建置上，属于“village”。